# アンドレアス・フルトヴェングラー
アンドレアス・エルンスト・ゴットフリート・フルトヴェングラー（ドイツ語：Andreas Ernst Gottfried Furtwängler、1944年11月11日 - ）は、ドイツの考古学者、貨幣学者。スイスのチューリッヒ生まれ。

## 経歴
1973年、ハイデルベルク大学で考古学教授ヘルベルト・カーンの指導の下、ギリシャ貨幣学の博士論文を提出。1976-1981年、ドイツ考古学研究所アテネ支部で勤務。続いて、ザールラント大学考古学研究室に勤務し、1991年、教授資格論文を提出。1994-2010年、ハレ大学考古学の教授を務める。2010年、退官。
1993-2003年、ジョージアで発掘調査に従事。2002年以降、ディディマ神殿（現在のトルコ、地中海岸の町ディディム）で発掘調査。ドイツ考古学研究所の通信会員。
父は指揮者のヴィルヘルム・フルトヴェングラー、母はエリーザベト。祖父に考古学者のアドルフ・フルトヴェングラーがいる。

## 著作
- Monnaies grecques en Gaule. Le trésor d’Auriol et le monnayage de Massalia 525/520 – 460 av. J.C., Fribourg 1978 (Typos, 3) [= Dissertation]（『ガリア地方のギリシャ通貨』。1978年、博士論文の出版）（フランス語）
- mit Hermann J. Kienast: Samos, 3. Der Nordbau im Heraion von Samos, Bonn 1989（『サモス島：3、ヘラ神殿の北翼建築』、1989年、共著）（ドイツ語）
- mit Thanassis Kalpaxes; Alain Schnapp: Eλεύθερνα, 2, 2. Éνα ελληνιστικό σπίτι (σπίτι A) στη θέση Nησί, Rethymnon 1994（『エレウテルナ：2、クレタ島におけるヘレニズム時代の家屋』、1994年、共著）（ギリシア語）
- mit Gerhard Zimmer; G. Schneider: Demetrias, 6. Hellenistische Bronzegusswerkstätten in Demetrias. Lampenproduktion und -importe im hellenistischen Demetrias. Amphorenfunde in Demetrias, Würzburg 2003（『デメトリアス：6、デメトリアスにおけるヘレニズム時代のブロンズ鋳造工房』、2003年、共著）（ドイツ語）